# 汉娜·勃兰特
汉娜·勃兰特（英語：Hannah Brandt，1993年11月27日—），美国女子冰球运动员。她曾代表美国国家队参加2018年和2022年冬季奥林匹克运动会冰球比赛，获得一枚金牌和一枚银牌。